# Fétichisme de la marchandise
Pour les articles homonymes, voir Marchandise (homonymie).

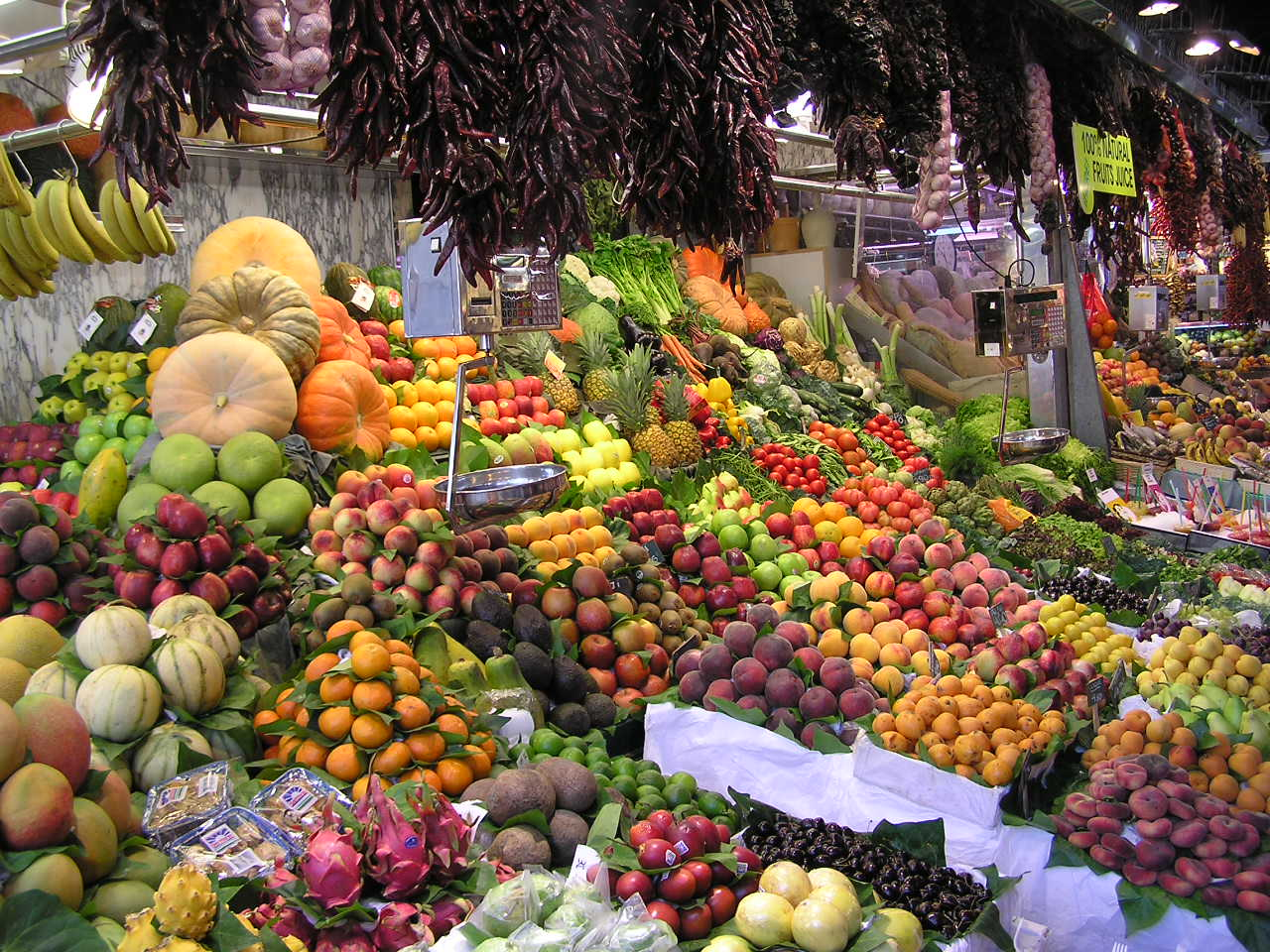
Fétichisme de la marchandise : sur le marché l'échange social des différents travaux est masqué par l'achat des différentes marchandises au moyen de l'argent.

Le concept du fétichisme de la marchandise, parfois précisé en fétichisme de la marchandise et de la monnaie, développé par Karl Marx dans le premier chapitre de son ouvrage Le Capital, décrit un phénomène fondamental propre au mode de production capitaliste. L'auteur souligne que, dans ce système, les marchandises sont erronément perçues comme ayant une valeur d'échange intrinsèque en elles-mêmes et autonome, comme si leur valeur n'avait rien à voir avec l'activité humaine réelle qui les a produites. Aussi, ce concept de fétichisme partage des similitudes avec les idées d'aliénation et d'idéologie dans la pensée de Marx, c'est-à-dire que le fétichisme est une structure engendrant une dépossession de soi-même (=aliénation) également combinée à une fausse conscience dominante (=idéologie) générée par le culte de la marchandise et de la monnaie.
Le fétichisme de la marchandise désigne ainsi la manière dont la valeur d'échange des produits finit par être attribuée seulement à leurs qualités, alors que selon la théorie marxiste, la valeur d'échange est une fonction du travail humain, et des rapports sociaux qui rendent l'échange possible. Ainsi, le contexte social dans lequel les échanges sont faits, et son influence sur la valeur des objets, est aussi occulté dans la perspective du fétichisme de la marchandise. Cette illusion conduirait à une transformation des relations entre les gens en simples rapports entre choses. Le monde des objets, devenu autonome, dominerait alors les hommes sous le capitalisme en tant que « domination impersonnelle »,.
Dans cette perspective, l'argent devient ainsi une véritable puissance divine dont le pouvoir s'exerce sur l'ensemble des pensées et des actions humaines. Le sociologue et philosophe hongrois marxiste Georg Lukács parlera à ce propos de la « réification » des rapports sociaux. Selon Marx, la force de travail devient également une marchandise: le fétiche-marchandise ne concerne ainsi pas simplement des objets fixes, mais également des activités, elles aussi réifiées et chosifiées.
Ce concept repose donc sur l'analyse de la notion de valeur en économie (et la critique marxiste de cette dernière) ; il souligne la place qu'occupe la marchandise dans la vie quotidienne et comment ce fondement du système capitaliste se dérobe à notre compréhension. Selon l'économiste Isaak Roubine, la « théorie du fétichisme est, per se, la base de tout le système économique de Marx, et en particulier de sa théorie de la valeur ».
Marx met en parallèle ce concept avec les fétichismes religieux antérieurs au capitalisme : « dans le monde religieux, l'homme est dominé par l’œuvre de son cerveau, il l'est, dans le monde capitaliste, par l’œuvre de sa main ».

## Le "Fétichisme", un concept précoce dans la pensée de Marx
La réflexion philosophique de Karl Marx sur le concept de "fétichisme" émerge dès ses premiers écrits. Un article de sa plume, en 1842, intitulé Débats sur la loi relative au vol de bois (critiquant une proposition de loi souhaitant interdire aux pauvres de récolter du bois dans les forêts et d'y chasser des lièvres) conclut sur ceci :

« Les sauvages de Cuba tenaient l'or pour le fétiche des Espagnols. Ils lui offrirent une fête, chantèrent autour de lui, à la suite de quoi ils le jetèrent dans la mer. Les sauvages de Cuba, s'ils avaient assisté à la séance des États provinciaux de Rhénanie, n'auraient-ils pas tenu le bois pour le fétiche des Rhénans ? Mais une prochaine séance les aurait instruits de ce que le fétichisme est lié à la zoolâtrie et les sauvages de Cuba auraient jeté à la mer les lièvres pour sauver les hommes ? »

## Une illusion économico-sociale
Le livre I du  Capital comporte huit sections (ou sept, selon la traduction) qui examinent les divers aspects de la production dans la société capitaliste (monnaie, salaire, plus-value, etc.). Le chapitre I de la première section intitulée "La marchandise et la monnaie", commence par une analyse de la marchandise qui montre qu'elle n'est pas un objet simple : c'est un produit complexe qui possède à la fois une utilité ("valeur d'usage") et une valeur ("valeur d'échange"). C'est la théorie de la valeur de Marx qui établit que la valeur d'échange (qui se manifeste à nous sous la forme du prix de la marchandise) est créée et déterminée par le travail humain et mesurée par la durée du travail humain ("travail général moyen" ou "travail abstrait") qui a été nécessaire à sa production. C'est à la fin de ce chapitre que Marx étudie "Le caractère fétiche de la marchandise et son secret". Dans cette dernière partie, il montre que la valeur d'échange n'apparaît pas pour ce qu'elle est, à savoir le résultat du travail social, mais qu'elle semble être une qualité propre à la chose elle-même. Cette réification qui masque la réalité du travail social est le résultat de l'échange économique.
La faculté du travail humain de créer de la valeur (et pas seulement de l'utilité) est un caractère social, puisqu'il est lié au mode de production marchand (mode de production qui n'a pas toujours existé comme le montre cette dernière partie du ch.I) ; mais le fait d'en prendre conscience " ne dissipe point la fantasmagorie qui fait apparaître le caractère social du travail comme un caractère des choses, des produits eux-mêmes". Comme le dit Ali Bayar: "Les rapports de production entre les hommes prennent la forme de rapports entre les marchandises".
Cette occultation de la réalité (ce n'est pas le travail qui donne de la valeur aux choses mais ce sont les choses qui auraient une valeur en elles-mêmes) ressemble à ce qui se passe dans la religion "où les produits du cerveau humain ont l'aspect d'êtres indépendants doués de corps particuliers en communication avec les hommes et entre eux". Ce sont les hommes qui créent les dieux mais ils ne s'en rendent pas compte. C'est pourquoi Marx parle de fétichisme, forme de religion animiste dans laquelle on attribue un caractère sacré à certains objets. Cette notion de fétichisme permet de comprendre selon Antoine Artous que "les rapports sociaux capitalistes ne se donnent pas pour ce qu'ils sont - à savoir des rapports d'exploitation"; il y a là une "opacité spécifique" qui consiste "à chosifier un rapport social".
Anselm Jappe, penseur marxien de la Critique de la valeur, émet ainsi cette conclusion sur le rapport entre le phénomène fétichiste religieux et marchand :
Le produit ne devient marchandise que parce qu'une relation sociale s'y représente - et cette relation sociale est tout aussi "fantasmagorique" (au sens où elle ne fait pas partie de la nature des choses) qu'un fait religieux.

Naturellement, la marchandise n'occupe pas exactement la même place dans la vie sociale que Dieu. Mais Marx suggère - c'est pourquoi on peut parler d'une continuité conceptuelle entre les notions d'aliénation et de fétichisme chez Marx - que le fétichisme de la marchandise est la continuation d'autres formes de fétichisme social, telle que le fétichisme religieux. Le "désenchantement du monde" ou la "sécularisation" n'ont pas vraiment eu lieu : la métaphysique n'a pas disparu avec les Lumières, mais est descendue du Ciel et s'est mêlée à la réalité terrestre. C'est ce que dit Marx lorsqu'il appelle la marchandise un "être sensible-suprasensible."
Le fétichisme de la marchandise est révélateur d'un phénomène social plus profond par lequel, dans la production capitaliste, la production économique échappe au contrôle des producteurs : elle suit ses propres lois qu'on appelle les lois du marché. Ces lois imposent leurs conséquences indépendamment de notre volonté : recherche permanente d'une rentabilité accrue du capital ; inégalité de répartition des richesses et crises économiques périodiques : "Les humains regardent les marchandises qu'ils ont créées et leurs interactions (les prix, le marché, les crises, etc.) comme des divinités qui les gouvernent".

## Le mécanisme de l'illusion
Dans la société capitaliste, la production se fait en vue de l'échange, mais dans des unités de production séparées et en concurrence les unes contre les autres. La production est dirigée directement par les producteurs marchands isolés, et non par la société. La société ne règle pas directement l’activité de travail de ses membres, elle ne prescrit pas ce qui doit être produit et en quelle quantité. Les liens sociaux entre les unités de production se font uniquement par l'intermédiaire de la marchandise, lorsque celle-ci est mise sur le marché. Ce n'est qu'une fois qu'ils ont mis leurs marchandises sur le marché que les producteurs privés peuvent savoir si leur produit correspond aux exigences sociales, et si leur mode de production particulier correspond au mode de production social. Le marché opère donc une régulation de la production sociale, mais exclusivement par l'échange des marchandises.
Les rapports de production sont fondamentalement sociaux, mais cet aspect social paraît n'être qu'une relation entre des objets, entre des marchandises. Il en résulte que la marchandise devient le support de ce rapport de production déterminé, la production marchande. La marchandise est l'objet fétiche ayant pour fonction d'assurer la coordination de la production de toute la société, et elle le fait en voilant le caractère social de la production. Les relations sociales sont remplacées par le marché d'échange des marchandises, qui semble décider de lui-même qui fait quoi, et pour qui. Les relations sociales deviennent ainsi confondues avec la marchandise, qui semble alors empreinte des pouvoirs humains, et qui devient le fétiche de ces pouvoirs. Les hommes, privés de la conscience sociale, deviennent aliénés par leur propre travail. Une conséquence directe est que le fétichisme de la marchandise jette un voile sur les questions politiques mises en jeu dans les relations sociales. Ni l'exploiteur, ni l'exploité (termes qu'emploie Marx) ne sont pleinement conscients de la position politique qu'ils occupent dans la société.
Le fétichisme de la marchandise se traduit par un double mouvement : réification des rapports sociaux et personnification des choses (notamment le capital).

Dans un passage du « supplément » à la première édition allemande du Capital, Karl Marx donne une description de l'inversion qui caractérise déjà la marchandise singulière. Le concret devient réellement un simple porteur de l'abstrait. Il n'a d'existence sociale que dans la mesure où il sert à l'abstrait pour se donner une expression sensible. Ainsi, le fétichisme de la marchandise va au-delà d'une simple mystification de ce qui serait des rapports capitalistes traditionnellement attribués en termes de classe et d'exploitation :
« A l'intérieur du rapport de valeur et de l'expression de valeur qui y est incluse, ce qui est abstrait et général ne compte pas comme propriété de ce qui est concret, sensible et réel, mais, à l'inverse, ce qui est sensible et concret ne compte que comme forme phénoménale ou forme de réalisation déterminée de ce qui est abstrait et général. Par exemple, à l'intérieur de l'expression de valeur de la toile, ce n'est pas le travail du tailleur contenu dans l'équivalent habit qui possède la propriété générale d'être en outre du travail humain. Au contraire. Être du travail humain compte comme son essence ; être du travail de tailleur ne compte que comme forme phénoménale ou comme forme de réalisation déterminée de cette essence qui est sienne [...]. Ce renversement grâce auquel ce qui est sensible et concret ne compte que comme forme phénoménale de ce qui est abstrait et général, au lieu qu'à l'inverse ce qui est abstrait et général compte comme propriété du concret, un tel renversement caractérise l'expression de valeur. Il rend en même temps difficile la compréhension de cette dernière. »

## Après Marx
Dans son ouvrage majeur intitulé Essais sur la théorie de la valeur de Marx (1928), Isaak Roubine replace la théorie du fétichisme de la marchandise au cœur de la théorie marxiste de la valeur. L'appellation et le concept de fétichisme de la marchandise fut repris par de nombreux auteurs, qui en changèrent la signification. Par ailleurs, la théorie du fétichisme sexuel de Sigmund Freud conduisit à de nouvelles interprétations du fétichisme de la marchandise. Georg Lukács a développé son propre concept, voyant dans la réification (concept approchant le fétichisme de la marchandise) l'obstacle clé au développement de la conscience de classe. Son travail eut une certaine influence sur les philosophes Guy Debord et Jean Baudrillard.
Le concept de société du spectacle développé par Guy Debord est parallèle avec le concept de Marx. Jean Baudrillard a développé le concept pour expliquer les sentiments subjectifs qu'éprouve le consommateur envers les biens de consommation. Il s'est intéressé à la mystique culturelle qu'ajoute la publicité sur les produits qu'elle vante, et qui encourage le consommateur à les acheter dans l'illusion de s'approprier ses vertus. La notion du signe chez Baudrillard est également construite sur le modèle de Marx. D'autres comme Thorstein Veblen ont développé des théories sur les signes de puissance que peut envoyer une marchandise particulière. Voir aussi: Consommation ostentatoire.
L'école marxienne de la Critique de la valeur (Wertkritik) met beaucoup l'accent sur le fétichisme de la marchandise. Ils étendent cette critique du fétichisme et mettent en avant, via la première section du Capital de Marx, d'autres fétiches et catégories de bases de la "civilisation" capitaliste : le travail (abstrait), l'argent et la (sur)valeur. Cette pensée se rapproche de celle de l'historien et théoricien canadien Moishe Postone. Les principaux penseurs de cette école marxienne hétérodoxe de la Critique de la valeur sont Robert Kurz, Norbert Trenkle, Ernst Lohoff et Roswitha Scholz tandis que la diffusion de cette pensée en France doit beaucoup à Anselm Jappe. Au sein de cette pensée marxienne, le capitalisme est considéré comme un système allant au-delà d'un simple mode de production basé sur l'exploitation et la lutte des classes. Via une analyse centrée sur le concept de fétichisme de la marchandise et du travail abstrait, le capitalisme est perçu comme un mode de production où la domination est principalement et structurellement une "domination impersonnelle". La domination capitaliste est donc structurellement basée sur des automatismes sociaux. Cette domination touche autant les classes dominantes que les classes dominées. Le fétichisme traverse l'ensemble de la société, objectivement et subjectivement. Cette idée que le fétichisme soit une structure aliénante touchant l'ensemble de la société peut se retrouver également chez Marx et Engels, par exemple dans leur ouvrage La Sainte Famille, où il est dit que la bourgeoisie et le prolétariat connaissent tous deux une forme d'aliénation structurelle :

« La classe possédante et la classe prolétaire représentent la même aliénation humaine. Mais la première se sent à son aise dans cette aliénation; elle y trouve une confirmation, elle reconnaît dans cette aliénation de soi sa propre puissance, et possède en elle l'apparence d'une existence humaine; la seconde se sent anéantie dans cette aliénation, y voit son impuissance et la réalité d'une existence inhumaine. »

Ainsi, Anselm Jappe propose dans un article apparu dans la revue Jaggernaut en 2019 intitulé Un concept difficile - Le fétichisme chez Marx, un résumé de la pensée de la Critique de la valeur vis-à-vis de la question du fétichisme :

« Le fétichisme signifie que les choses gouvernent la société à la place des êtres humains, parce que ces choses contiennent les relations sociales des hommes. Il s'agit d'une inversion réelle, une inversion entre l'abstrait et le concret, où, d'une manière socialement inconsciente, le travail concret et la valeur d'usage ne servent que comme "porteurs" ou "supports" de cette substance sous-jacente et invisible qu'est la valeur produite par le coté abstrait du travail. Dans une société fétichiste, les sujets véritables ne sont pas les humains, mais la valeur et son accumulation tautologique. Le fétichisme n'est donc pas un épiphénomène, mais constitue le cœur même de la conception marxienne du capitalisme comme société qui n'est pas seulement injuste, mais aussi, dans ses catégories fondamentales, destructives et autodestructive. Il n'est pas possible de sortir du fétichisme sans abolir le travail abstrait et la valeur. »

## Citations
« Étant donné que, par l'échange entre le capital et le travailleur, le travail vivant est incorporé au capital et apparaît comme une activité qui lui appartient, dès que le procès de travail commence, toutes les forces productives du travail social se présentent comme forces productives du capital, tout comme la forme sociale générale du travail apparaît dans l'argent comme propriété d'une chose. Ainsi la force productive du travail et ses formes particulières se présentent maintenant comme forces productives et formes du capital, du travail matérialisé, des conditions de travail (objectives) matérielles qui, comme figure ainsi autonomisée, sont personnifiées, face au travail vivant, dans le capitaliste. Nous retrouvons là l'inversion du rapport que nous avons déjà rencontrée en étudiant l'argent et désignée par le terme de fétichisme. […] Ce rapport est déjà, dans sa simplicité, une inversion : personnification de la chose et chosification de la personne ; ce qui distingue, en effet, cette forme de toutes les précédentes, c'est que le capitaliste ne domine pas le travailleur en vertu d'une quelconque qualité de sa personne, mais uniquement dans la mesure où il est du " capital " ; sa domination n'est que celle du travail matérialisé sur le travail vivant, du produit du travailleur sur le travailleur lui-même. »

— Karl Marx, Théories sur la plus-value (Livre IV du Capital)

« Nous avons vu comment déjà dans l'expression de valeur la plus simple : x marchandise A = Y marchandise B, la chose dans laquelle est représentée la grandeur de valeur d'une autre chose semble posséder sa forme d'équivalent indépendamment de cette relation, comme une propriété sociale naturelle. Nous avons suivi le processus par lequel cette fausse apparence s'installe et se conforte. Il est achevé dès que la forme-équivalent universelle s'est fondue dans la forme naturelle d'une espèce particulière de marchandise, ou encore s'est cristallisée en forme-monnaie. Une marchandise ne semble pas d'abord devenir monnaie parce que de tous côtés les autres marchandises exposent en elle leurs valeurs, mais ce sont elles inversement qui semblent universellement exposer leurs valeurs en elle parce qu'elle est monnaie. Le mouvement qui opère la médiation disparaît dans son propre résultat et ne laisse aucune trace. Sans qu'elles y soient pour rien, les marchandises trouvent leur propre figure de valeur déjà prête, comme une denrée matérielle, existant en dehors et à côté d'elles. Dans leur simple appareil de choses sortant des entrailles de la terre, l'or et l'argent sont en même temps l'incarnation immédiate de tout travail humain. D'où la magie de l'argent. Le comportement purement atomistique des hommes dans leur procès de production social et, par suite, la figure de chose matérielle, échappant à leur contrôle, indépendante de leur activité individuelle consciente, que prennent leurs propres rapports de production, se manifestent d'abord dans le fait que les produits de leur travail prennent universellement la forme marchandise. L'énigme du fétiche argent n'est donc que celle du fétiche marchandise, devenu visible, crevant les yeux. »

— Karl Marx, Le Capital, Tome 1

« Ce qu'il y a de mystérieux dans la forme-marchandise consiste donc simplement en ceci qu'elle renvoie aux hommes l'image des caractères sociaux de leur propre travail comme des caractères objectifs des produits du travail eux-mêmes, comme des qualités sociales que ces choses posséderaient par nature : elle leur renvoie ainsi l'image du rapport social des producteurs au travail global, comme un rapport social existant en dehors d'eux, entre des objets. C'est ce quiproquo qui fait que les produits du travail deviennent des marchandises, des choses sensibles suprasensibles, des choses sociales. De la même façon, l'impression lumineuse d'une chose sur le nerf optique ne se donne pas comme l'excitation du nerf optique proprement dit, mais comme forme objective d'une chose à l'extérieur de l'œil. Simplement, dans la vision il y a effectivement de la lumière qui est projetée d 'une chose, l'objet extérieur, vers une autre, l'œil. C'est un rapport physique entre des choses physiques. Tandis que la forme-marchandise et le rapport de valeur des produits du travail dans lequel elle s'expose n'ont absolument rien à voir ni avec sa nature physique ni avec les relations matérielles qui en résultent. C'est seulement le rapport social déterminé des hommes eux-mêmes qui prend ici pour eux la forme phantasmagorique d'un rapport entre choses. Si bien que pour trouver une analogie, nous devons nous échapper vers les zones nébuleuses du monde religieux. Dans ce monde-là, les produits du cerveau humain semblent être des figures autonomes, douées d'une vie propre, entretenant des rapports les unes avec les autres et avec les humains. Ainsi en va-t-il dans le monde marchand des produits de la main humaine. J'appelle cela le fétichisme, fétichisme qui adhère aux produits du travail dès lors qu'ils sont produits comme marchandises, et qui, partant, est inséparable de la production marchande. Ce caractère fétiche du monde des marchandises, notre précédente analyse vient de nous le montrer, provient du caractère social propre du travail qui produit des marchandises. »

— Karl Marx, Le Capital, Tome 1

« Dans la valeur d’échange, la relation sociale des personnes est transformée en un comportement social des choses ; le pouvoir de la personne s’est transformé en pouvoir de choses. […] Ces rapports objectifs de dépendance, par opposition aux rapports personnels, apparaissent encore sous un autre aspect […] : désormais les individus sont dominés par des abstractions, alors qu’antérieurement ils dépendaient les uns des autres. Mais, l’abstraction ou l’idée n’est rien d’autre que l’expression théorique de ces rapports matériels qui sont maîtres des individus. »

— Karl Marx, Manuscrits de 1857-1858 (« Grundrisse »)

« Quand Galiani dit : la valeur est un rapport entre personnes - La Ricchezza è una ragione tra due persone -, il aurait dû ajouter : un rapport caché sous l'enveloppe d'une chose. »

— Karl Marx, Le Capital, Tome 1

« Historiquement, c'est d'abord sous la forme de la monnaie que le capital se présente partout face à la propriété foncière, en tant que fortune en argent, capital commercial et capital usuraire.
[note 1, Section 2 du Livre 1 : L'opposition entre le pouvoir de la propriété foncière, qui repose sur des rapports personnels de maître à esclave, et le pouvoir impersonnel de l'argent est clairement résumée dans les deux dictons français : "Nulle terre sans seigneur" et "L'argent n'a pas de maître" ] »

— Karl Marx, Le Capital, Tome 1